# Bloody Roar
Đấu trường đẫm máu (tên gốc tiếng Anh: Bloody Roar, tên tiếng Nhật: ブラッディロア ( Buraddi Roa) là một loạt các trò chơi chiến đấu (Fighting game) theo thể loại chiến đấu đối kháng theo từng màn được sản xuất bởi công ty Hudson của Hoa Kỳ sau đó được hãng Konami của Nhật Bản phát triển. Trò này được chơi trên hệ máy Arcade, PS (Playstation), PS2 (PlayStation 2), GameCube và XBox, và rất nổi tiếng trên hệ máy này.
Trong trò chơi này, mỗi nhân vật có khả năng hóa thành một loại thú khác nhau. Những người này gọi là Zoanthrope. Trò chơi nổi bật với những cảnh chiến đấu đầy bạo lực, mỗi nhân vật đều có thể sử dụng ở hai dạng, người và thú hóa (biến hình). Ở Việt Nam, trò chơi này còn có nhiều tên gọi khác như đấu trường thú, đấu võ thú, võ đài thú, võ đài đẫm máu... Sự sáng tạo trong trò chơi này đã được đánh giá cao, khi nhắc tới một game chiến đấu mà mỗi nhân vật mang hai hình dáng khác nhau, một người một thú, người ta sẽ nhớ ngay đến đấu trường đẫm máu.

## Cốt truyện
Trò chơi này được ra mắt vào năm 1997 với tên gọi ban đầu là Beastorizer, lấy cảm hứng từ thuật ngữ Zoanthrope là một truyền thuyết cho rằng con người có khả năng biến thành sinh vật nửa người, nửa động vật và kết hợp sức mạnh, bản năng của động vật (dã thú), trí thông minh và các kỹ thuật chiến đấu (võ thuật) của con người.
Câu chuyện này lấy cảm hứng từ mong muốn về một sức mạnh vô song của con người. Từ trước đến nay muôn loài vật đều coi con người như là một chúa tể với trí thông minh của họ. nhưng đối với loài người, có trí tuệ còn chưa đủ vì họ có lòng tham lam. Con người không bao giờ vừa lòng với những gì mình đang có, họ còn mong muốn có được sức mạnh và kỹ năng vượt trội như động vật hoang dã, cũng chính vì thế mà các nhà di truyền học đã đánh thức tiềm năng dã thú trong mỗi con người bằng cách sử dụng các kỹ thuật biến đổi Gen.
Qua quá trình lai tạo, gây đột biến Gen và chọn lọc giống, một thế hệ người mới ra đời và có tên là Zoanthrope. Nhìn bề ngoài, những người này không khác biệt so với người thường, nhưng điểm khác biệt cơ bản là những khả năng tiềm ẩn bên trong của Zoanthrope. Khi người này đạt đến một đỉnh điểm năng lượng nhất định,họ có khả năng thú hoá (biến thành một sinh vật nữa người nữa thú - mãnh thú hình người), việc này cũng đồng nghĩa là họ có năng lực của những con thú mà họ hóa thành. Mặc dù sở hữu những tiềm năng đặc biệt và mạnh mẽ như vậy nhưng ngườI Zoanthrope luôn che giấu thân phận thật sự của mình trước mặt những người bình thường khác.
Một trong những mối đe doạ lớn nhất của người Zoanthrope là một liên minh đa quốc gia có tên là Tylon. Tổ chức này thông qua một cách nào đó mà họ biết được sự tồn tại của người Zoanthrope. Tổ chức này không chỉ săn đuổi một cách đơn thuần mà còn muốn lợi dụng khả năng hóa thú của người Zoanthrope với mưu đồ đen tối.
Người Zoanthrope không cam chịu sự điều khiển của tổ chức Tylon nên đã chống lại và sau cùng, tổ chức Tylon bị giải tán nhưng bí mật của người Zoanthrope đã bị lộ. Tất cả mọi người đã biết sự tồn tại của người Zoanthrope và loài người quyết tâm tiêu diệt người Zoanthrope. Để chống lại sự truy sát của loài người, những người Zoanthrope hình thành một thế giới ngầm là Zoanthroap Liberation Front (ZLF). Và những cuộc chiến đường phố, thanh toán lẫn nhau diễn ra, đó cũng là bối cảnh cho những trận đánh bất tận trong trò chơi này.

## Các phiên bản
| Phiên bản                          | Tên phát hành                      | Năm phát hành | Hệ máy              |
| ---------------------------------- | ---------------------------------- | ------------- | ------------------- |
| Đấu trường đẫm máu 1               | Beastorizer/Bloody Roar            | 1998          | Arcade, PlayStation |
| Đấu trường đẫm máu 2               | Bloody Roar 2                      | 1999          | PlayStation         |
| Đấu trường đẫm máu 3               | Bloody Roar 3                      | 2001          | PlayStation 2       |
| Đấu trường đẫm máu mở rộng PF / EX | Bloody Roar: Primal Fury / Extreme | 2002          | GameCube            |
| Đấu trường đẫm máu mở rộng EX      | Bloody Roar: Extreme               | 2003          | Xbox                |
| Đấu trường đẫm máu 4               | Bloody Roar 4                      | 2003          | PlayStation 2       |

## Danh sách các nhân vật
Danh sách này tổng hợp các nhân vật trong đấu trường đẫm máu qua các phiên bản và được xếp theo thứ tự ABC (lưu ý: ký hiệu  có nghĩa là nhân vật đó được xuất hiện tại một trong các phiên bản,  là không xuất hiện.)
| Tên nhân vật       | Phiên bản 1 | Phiên bản 2 | Phiên bản 3 | Phiên bản 4 | PB mở rộng PF | PB mở rộng EX |
| ------------------ | ----------- | ----------- | ----------- | ----------- | ------------- | ------------- |
| Thỏ ngọc Alice     | Red X       | Green tick  | Red X       | Red X       | Red X         | Red X         |
| Chuột chũi Bakuryu | Red X       | Green tick  | Red X       | Red X       | Red X         | Red X         |
| Tắc kè Busuzima    | Red X       | Green tick  | Red X       | Red X       | Red X         | Red X         |
| Đại Bàng Cronos*** | Red X       | Red X       | Red X       | Red X       | Red X         | Red X         |
| Sư tử Gado         | Red X       | Green tick  | Red X       | Red X       | Red X         | Red X         |
| Voi Ganesha***     | Red X       | Red X       | Red X       | Red X       | Red X         | Red X         |
| Khỉ đột Greg       | Red X       | Red X       | Red X       | Red X       | Red X         | Red X         |
| Hồ ly Fox          | Red X       | Red X       | Red X       | Red X       | Red X         | Red X         |
| Người dơi Jenny    | Red X       | Green tick  | Red X       | Red X       | Red X         | Red X         |
| Mãnh hổ Long       | Red X       | Green tick  | Red X       | Red X       | Red X         | Red X         |
| Lợn lòi Mitsuko    | Red X       | Red X       | Red X       | Red X       | Red X         | Red X         |
| Nagi Kirishima     | Red X       | Red X       | Red X       | Red X       | Red X         | Red X         |
| Reiji Takigawa     | Red X       | Red X       | Red X       | Red X       | Red X         | Red X         |
| Ryoho và Mana      | Red X       | Red X       | Red X       | Red X       | Red X         | Red X         |
| Hổ Shen Long       | Red X       | Green tick  | Red X       | Red X       | Red X         | Red X         |
| Báo đen Shina      | Red X       | Green tick  | Red X       | Red X       | Red X         | Red X         |
| Ve sầu Stun        | Red X       | Green tick  | Red X       | Red X       | Red X         | Red X         |
| Alfredo G          | Red X       | Red X       | Red X       | Red X       | Red X         | Red X         |
| Quái thú Uranus    | Red X       | Red X       | Red X       | Red X       | Red X         | Red X         |
| Miêu nữ Uriko      | Red X       | Green tick  | Red X       | Red X       | Red X         | Red X         |
| Cào cào Xion       | Red X       | Red X       | Red X       | Red X       | Red X         | Red X         |
| Yugo Ogami         | Red X       | Green tick  | Red X       | Red X       | Red X         | Red X         |
| Fang***            | Red X       | Red X       | Red X       | Red X       | Red X         | Red X         |
| Kōryū              | Red X       | Red X       | Red X       | Red X       | Red X         | Red X         |

- *** Nhân vật xuất hiện và chỉ chơi được tại Extreme (XBOX).

## Nhân vật chính

### Yugo (Chó sói)

Yugo đấu với Greg

Tên đầy đủ là Yūgo Ōgami (大神勇吾, Ōgami Yūgo?), Yugo là nhân vật có khả năng hóa thành sói, với những cú đánh chớp nhoáng và nhanh nhẹn. Đây là nhân vật có cách đánh khá đơn giản và hiệu quả và thường là nhân vật được lập trình với chế độ đề nghị chọn cho người chơi khi mới chơi hoặc là nhân vật chính khi chế độ mặc định.
- Tên: Yugo Ogami
- Thú hoá (hay biến hình): Sói
- Kỹ thuật chiến đấu: Karatedo và Boxing
- Quốc tịch: Nhật Bản
- Tuổi: (khoảng 22 tuổi)
- Chiều cao: 177 cm (180 cm khi hoá thú)
- Cân nặng: 81 kg (84 kg khi hoá thú)
- Nghề nghiệp: Võ sĩ quyền anh chuyên nghiệp.
- Sức mạnh:ATK:7;DEF:4;SPE:7;Combo:vừa

Trong phiên bản đầu tiên của trò chơi này, câu chuyện của Yugo là chuyện về một chàng trai đi tìm hiểu và báo thù cho cái chết của cha mình. Anh là chàng trai trẻ nhưng rất cứng cáp và mạnh mẽ và có phần ngổ ngáo. Cha của Yugo, Yuji Ohgami là một lính đánh thuê thiện chiến, đã tham gia rất nhiều cuộc chiến nhưng rồi đã bị chết không rõ lý do. Có người cho biết rằng Yuji đã hi sinh trong một cuộc chiến ở Nam Mỹ, nhưng Yugo không tin điều đó. Anh nghi ngờ rằng tập đoàn Tylon có dính líu gì đó trong chuyện này nhưng Yugo không dám chắc chắn.
Manh mối duy nhất của anh là ở người lính đánh thuê có cái tên Gado, người được coi là kẻ duy nhất sống sót trong biệt đội của Yuji. Chính những manh mối về cái chết của cha mình đã đưa Yugo đến tập đoàn Tylon. Chính tại nơi đây Yugo đã biết rằng cha anh đã bị tập đoàn này bắt cóc và bị biến thành vật thí nghiệm cho kế hoạch tạo ra những Zoanthrope. Để trả thù cho cha mình, Yugo đã đánh tan tập đoàn này cùng với sự giúp đỡ của Gado - bạn của cha anh.
Trong Đấu trường đẫm máu 2, anh được thiết kế có một vẻ ngoài dữ tợn (một vết sẹo chữ thập trên mặt và ba vết sẹo trước ngực) nhưng anh chàng này lại là người nóng nảy, hay cáu bẩn và có một cái mũi cực thính của loài sói (cũng nhờ nó mà Yugo có thể phân biệt được ShinLong và ShenLong). Trước cái chết bí ẩn của cha mình, anh cùng Gado tìm đến cơ quan nghiên cứu bí mật của Tylon và biết được sự thật tàn nhẫn: cha anh sau khi bị Tylon bắt cóc đã trở thành vật thí nghiệm cho những "kế hoạch vũ khí zoanthrope" điên rồ của tổ chức này.
Phẫn nộ, anh cùng Gado phá tan tành cơ quan này... sau đó anh tìm thấy một cậu bé mà theo anh nghĩ đó là một zoanthrope nhân tạo, sản phẩm thí nghiệm của Tylon. Anh đặt tên cho cậu là Kenji và dắt cậu về Nhật Bản nuôi nấng... Mọi thứ dường như vẫn bình thường cho đến một ngày, trong một giây sơ suất anh bị Busuzima đánh trọng thương và cướp Kenji đi. Với mục đích tìm lại Kenji, anh lại dấn thân vào con đường nguy hiểm.
- Phiên bản 1 (Hành trình cứu cha)

Anh là một chàng trai đi tìm hiểu và báo thù cho cái chết của cha mình là Yuji Ogami. Manh mối duy nhất của anh là ở người lính đánh thuê có cái tên Gado- bạn của cha anh, người duy nhất sống sót trong biệt đội Yuji. Chính những manh mối về cái chết của cha mình đã đưa anh đến tập đoàn Tylon. Chính tại nơi đây anh đã biết rằng cha anh đã bị tập đoàn này bắt cóc và bị biến thành vật thí nghiệm cho kế hoạch tạo ra những Zoanthrope. Để trả thù anh cùng Gado phá tan trụ sở này. Sau khi trụ sở này bị phá tan, anh gặp một chú bé với đôi mắt vô hồn. Anh đem về nuôi và đặt tên chú bé là Kenji. Mọi thứ dường như bình thường cho đến một ngày, trong một giây sơ suất anh bị Busuzima đánh trọng thương và cướp Kenji đi. Sau đó một cuộc hành trình mới lại bắt đầu.
- Phiên bản 2 (Hành trình cứu Kenji):[1] Sau khi bị Busuzima đánh trọng thương, cuộc hành trình cứu Kenji đã bắt đầu. Trên đường đi, anh gặp và giao chiến với Jenny, Shina, Stun. Sau đó anh gặp một người - đó là Kenji. Anh mừng rỡ hỏi thăm thì Kenji đột ngột tấn công. Anh lập tức đánh trả. Kenji thua chạy mất. Theo dấu chân của Kenji, anh tới được phòng thí nghiệm của Busuzima. Yugo tấn công Busuzima. Hạ gục được Busuzima, anh cùng Kenji trở về. Bất chợt Gado xuất hiện và muốn anh trở thành người lãnh đạo hội ZLF. Yugo không chấp nhận. Và hai người bắt đầu giao chiến. Hạ gục được Gado, anh cùng người em trai Kenji trở về và mở ra một chân trời mới cho Zoanthrope và cùng họ lập lại hòa bình.

### Alice (thỏ trắng)
Tên đầu đủ là Alice Nonomura (野々村アリス, Nonomura Arisu?) (Alice Tsukagami (塚神アリス, Tsukagami Arisu?). Alice có khả năng nhào lộn và sử dụng cặp chân để vật kẻ thù xuống đất. 
- Tên đầy đủ: Alice Tsukagami
- Thú hóa: Thỏ
- Cách chiến đấu: Nhảy choi choi, xìa, đặc biệt là tuyệt chiêu "bách lôi thố ngọc" khi thú hóa.
- Quốc tịch: Nhật Bản (cha là người Nhật, mẹ là người Mỹ lai người Đức).
- Tuổi: 22
- Chiều cao: 158 cm (159 cm khi hoá thú)
- Cân nặng: 52 kg (58 kg khi hoá thú)
- Nghề nghiệp: Y tá
- Sức mạnh:ATK:7;DEF:7;SPE:7;Combo:ngắn

Ở phiên bản 1, khi còn là một đứa trẻ em, Alice đã bị tập đoàn Tylon bắt cóc. Sau cuộc thí nghiệm, sức mạnh của loài thú tiềm ẩn trong Alice đã được đánh thức. Để không bị biến thành một cỗ máy chiến đấu, Alice đã trốn thoát khỏi trụ sở nơi đang giam giữ cô trước khi bị tẩy não. Cùng trốn với cô là một cô bé tên Uriko - người bị giam giữ cùng một nơi với Alice, nhưng Uriko đã bị bắt lại. Alice sau khi đã trốn thoát an toàn đã quyết định sẽ quay lại cứu Uriko. Lúc này thì cô gặp được Mitsuko - mẹ của Uriko đang đi tìm con gái mình. Với sự giúp đỡ của bà, Alice đã cứu thoát được Uriko. Sau đó Alice đã được gia đình Nonomura nhận làm con nuôi và cả ba đã sống một cuộc sống hạnh phúc.
Ở phiên bản 2, Alice được giới thiệu là đã từng bị tổ chức Zoamroe (ZLF) bắt cóc cùng với Uriko, nhưng sau đó được mẹ của Uriko giúp đỡ trốn thoát và được gia đình Nonomura nhận làm con nuôi. Sau khi tốt nghiệp, Alice trở thành một nữ y tá giỏi và được chuyển đến làm ở bệnh viện, nơi đã từng giam giữ cô. Tại đây cô gặp được Yugo Ogami, được gửi đến đây điều trị và bị cuốn vào một âm mưu đáng sợ. Sở hữu màu mắt đỏ đặc trưng mà chỉ cô và ShenLong có, Alice được mọi người quý trọng vì sự tận tâm và nhiệt tình của mình, cô yêu Yugo.

### Bakuryu (chuột chũi)
Tên đầu đủ Bakuryū (バクリュウ, Bakuryū?), tên thật là Ryūzō Katō (加東竜三, Katō Ryūzō?), một nhân vật bí ẩn. 
- Tên thật: Bakuryu (Kenji)
- Thú hoá: Chuột chũi
- Cách chiến đấu: Tuyệt kỹ của Nhẫn giả (ẫn thuật), sở trường về tốc độ và biến hóa Xem chi tiết
- Quốc tịch: Nhật Bản
- Tuổi: 14 tuổi
- Chiều cao: 149 cm (147 cm khi hoá thú)
- Cân nặng: 42 kg (50 kg khi hoá thú)
- Nghề nghiệp: Học sinh (khi sống với Yugo), thích khách (khi bị Busuzima điều khiển).
- Sức mạnh:ATK:8;DEF:7;SPE:10;Combo:hơi ngắn

Ở phiên bản 1, nhân vật này tự xưng là cao nhân của phái ninja chính thống, tất cả những thông tin về người đàn ông này - từ họ tên đến quốc tịch, tuổi tác đều bị che giấu và được giữ bí mật. Cái tên "Bakuryu" đồng nghĩa với mưu đồ và sự phá hoại ngầm. Đây là một sát thủ lão luyện. Với một vị trí quan trọng trong tổ chức, Bakuryu có nhiệm vụ phá hoại và chuyên bắt cóc người cho những thí nghiệm về Zoanthrope. Bakuryu là một vật thí nghiệm chưa hoàn toàn nên các tế bào của ông rất dễ phân huỷ. Vì vậy trong trận chiến cuối cùng, do không chịu nổi nên các tế bào của Bakuryu đã phân rã ra và biến ông ta thành một thứ chất lỏng màu xanh.
Ở phiên bản 2, Bakuryu được giới thiệu khác hẳn, đây là một người trầm lặng, ít nói, đúng với phong cách của một thích khách. Mang một quá khứ đen tối, Kenji là người kế nghiệp của Bakuryu đời trước (Kohryu - chuột chũi sắt), chưởng môn của Võ đường Kato hệ phái Ninjutsu, nhưng cậu ta không nhớ quá khứ của mình, không biết đến bất kỳ thứ gì khác ngoài nhận lệnh và giết chóc. Người thân duy nhất của cậu là Yugo, những ngày sống dưới sự che chở của Yugo là những ngày tháng bình lặng và hạnh phúc nhất của cậu. Nhưng sự yên bình ấy không kéo dài lâu, Busuzima lại xuất hiện và cậu lại bị tẩy não, tiếp tục trở thành một thích khách chỉ biết một chuyện duy nhất là giết người.

### Uriko (miêu nữ)
Tên đầy đủ là Uriko Nonomura (野々村宇理子, Nonomura Uriko?) cô là Mèo (nữa thú - người mèo - miêu nữ)
- Tên đầy đủ là Uriko Nonomura
- Thú hoá: quái vật Chimera ở phiên bản Bloody Roar 1 và Mèo (miêu nữ) ở phiên bản Bloody Roar sau.
- Cách chiến đấu: Thiếu lâm Nhật Bản (Kenpo) với các đòn thế của miêu quyền (võ mèo) Xem chi tiết với đặc trưng là đánh chớp nhoáng bằng những cú cào cấu. Tuyệt chiêu cuối là bài quyền bóng tối.
- Quốc tịch: Nhật Bản
- Tuổi: 14
- Chiều cao: 145 cm (145 cm khi hoá thú)
- Cân nặng: 38 kg (39 kg khi hoá thú)
- Nghề nghiệp: Học sinh
- Sức mạnh:ATK:3;DEF:6;SPE:10;Combo:rất dài

Ở phiên bản 1, cô xuất hiện trong khi tập đoàn Tylon đã bắt cóc cô bé khi cô chỉ là một đứa trẻ. Nhưng mẹ của cô là Mitsuko và bạn cô Alice đã giải thoát cô bé khỏi tập đoàn đó. Để bảo vệ cho Uriko và tránh bị chính phủ nhòm ngó bởi năng lực của những Zoanthrope, họ đã quyết định sẽ sống như những người bình thường trong suốt quãng đời còn lại. Ở phiên bản này, cô xuất hiện trong màn cuối cùng (là màn chiến đấu khó khăn nhất) với tư cách là trùm cuối của trò chơi.
Ở phiên bản 2, Uriko được giới thiệu là một cô bé ngây thơ, hồn nhiên và là đệ tử của ShinLong. Bị ZLF bắt cóc khi chỉ mới là một đứa trẻ, được mẹ cô và Alice cứu thoát và đưa về sống cuộc sống bình thường nhằm che giấu thân phận zoanthrope của cô. Một ngày nọ khi đi học về muộn, Uriko chứng kiến mẹ mình bị một nhóm người lạ mặt bắt giữ và người bắt giữ mẹ cô không ai khác chính là sư phụ của mình. Tức giận và thất vọng, nhưng vì yếu thế nên Uriko chỉ biết đứng nhìn người đó đưa mẹ mình đi. Sau này cô mới biết mình đã lầm, kẻ bắt cóc mẹ cô là một người khác, chính vì vậy cô vội vã đi tìm sự giúp đỡ từ sư phụ là ShinLong. Sau khi mọi chuyện kết thúc, Uriko đã gặp gỡ và yêu Kenji (Bakuryu).

### Mitsuko (lợn lòi)
Tên đầy đủ là Mitsuko Nonomura (野々村光子, Nonomura Mitsuko?)
- Tên đầy đủ là Mitsuko Nonomura
- Thú hoá: lợn rừng (lợn lòi)
- Cách chiến đấu: Võ thuật Nhật Bản - đặc trưng là môn Su-mô
- Quốc tịch: Nhật Bản
- Nghề nghiệp: Nội trợ

Ở phiên bản 1, nhân vật này được giới thiệu là một người nội trợ có cuộc sống gia đình bình lặng êm ấm. Nhưng cuộc sống đó đã bị đảo lộn khi đứa con gái yêu quý của bà - Uriko bỗng nhiên mất tích. Sau khi biết con gái mình bị bắt cóc, Mitsuko đã cố gắng để tìm lại con. Manh mối duy nhất từ những người chứng kiến là kẻ bắt cóc có đôi mắt cực kì đáng sợ và nụ cười man dại. Sức mạnh của lợn lòi hoang dã trong dòng máu của bà như được tăng thêm trong cơn giận dữ của một bà mẹ bị mất con và nó đã vượt ra khỏi tầm kiểm soát của Mitsuko.

### Busuzima (tắc kè hoa)
Đây là nhân vật phản diện trong game với tính cách điên khùng, lập dị, ngoại hình cổ quái.
- Tên đầy đủ: Hajime Busuzima
- Thú hoá: Tắc kè
- Cách chiến đấu: Đòn đánh quái đản (có thể tàng hình).
- Quốc tịch: Nhật Bản
- Tuổi: 35
- Chiều cao: 191 cm (197 cm khi hoá thú)
- Cân nặng: 67 kg (74 kg khi hoá thú)
- Nghề nghiệp: Nhà khoa học (bác học ảo tưởng sức mạnh).
- Sức mạnh:ATK:8;DEF:5;SPE:6;Combo:vừa

Ở phiên bản 2, Buzuzima được giới thiệu là một thiên tài khoa học nhưng đầu óc hắn không được bình thường và có phần khá lập dị, ông ta có mối quan tâm đặc biệt đến việc nghiên cứu, cải tạo các zoanthrope. Busuzima là nguyên nhân gây ra mọi sự rắc rối. Ông ta là kẻ đã tạo ra zoanthrope của Uriko, Bakuryu và ShenLong. Busuzima chỉ thích làm việc cho Tylon, không phải vì thế lực, tiền bạc mà chỉ đơn giản vì ở đó có đầy đủ các trang thiết bị phức tạp giúp ông có thể tiến hành cải tạo trên các cơ thể sống. Qua bao năm tháng miệt mài thử nghiệm trên các zoanthrope nhân tạo, Busuzima đã tạo ra được những zoanthrope hoàn chỉnh (trong đó có ShenLong).

### Greg (khỉ đột)
Tên đầy đủ Gregory Jones (グレゴリー・ジョーンズ, Guregorī Jōnzu) (Greg (グレッグ, Gureggu - tên ngắn gọn).
- Tên đầy đủ là Gregory Jones
- Thú hoá: Khỉ đột (Khỉ đột lông trắng)
- Cách chiến đấu: Võ tự do, võ đường phố của Mỹ
- Quốc tịch: Hoa Kỳ
- Nghề nghiệp: Huấn luyện thú (ông chủ rạp xiếc).

Trong phiên bản 1, Greg được giới thiệu là ông chủ một gánh xiếc. Ông ta có tài huấn luyện thú. Nhưng rạp xiếc của ông lại không mấy ăn khách và nó gần như sắp phá sản, Greg quyết định sẽ làm một cuộc đổi mới. Ông ta luôn tìm kiếm những Zoanthrope rồi biến họ thành ngôi sao cho gánh xiếc của mình. Khi Greg nhận thấy khả năng biến thành sói của Yugo, lão đề nghị anh làm việc cho lão. Yugo không vui vẻ cho lắm với ý tưởng này nên đã bỏ đi mà không nói với lão lời nào. Yugo đã từng hỏi lão tại sao lão không tự làm điều đó khi mà lão cũng có khả năng biến hình, nhưng Greg vẫn tiếp tục bám theo Yugo để đề nghị anh làm việc cho lão.

### Stun (Bọ hung)
Tên đầy đủ là Steven Goldberg (スティーブン・ゴールドバーグ, Sutīben Gōrudobāgu?), tên ngắn gọn là (Stun), đây là nhân vật có sự tương phản giữa ngoại hình và tính cách
- Tên đầy đủ: Steven Goldberg
- Thú hoá: Bọ hung
- Cách chiến đấu: Đô vật Mỹ (với các đòn thế đặc trưng của môn đấu vật là chụp, nắm, vật, đạp...)
- Quốc tịch: Hoa Kỳ
- Tuổi: 35
- Chiều cao: 186 cm (190 cm khi hoá thú)
- Cân nặng: 90 kg (100 kg khi hoá thú)
- Nghề nghiệp: Nhà khoa học (trước đây), thất nghiệp và lang thang (hiện tại).
- Sức mạnh:ATK:6;DEF:10;SPE:2;Combo:ngắn

Ở phiên bản 2, Stun được giới thiệu có quá khứ từng là đồng nghiệp với Busuzima nhưng do phản đối và ngăn cản những thí nghiệm dã man của hắn nên anh bị hắn cải tạo thành một zoanthrope trông khá gớm ghiếc, người không ra người, thú không ra thú và bị nhốt trong một nhà máy bỏ hoang với thân thể băng bó (giống như một xác sống). Sau khi được Gado giải thoát, anh đi tìm Busuzima để đòi lại món nợ này. Tuy vẻ bề ngoài của anh không có vẻ gì là lương thiện cho lắm nhưng anh lại là một người tốt.

### Fox (hồ ly)
Tên đầy đủ là Hans Taubemann (ハンス・ターブマン, Hansu Tābuman?) (nicknamed Fox (フォックス, Fokkusu?) - hồ ly) một tay anh chị và đồng tính.
- Tên đầy đủ: Hans Taubemann
- Thú hoá: Cáo (hồ ly tinh)
- Cách chiến đấu: Võ đường phố
- Quốc tịch: Hoa Kỳ
- Nghề nghiệp: Là dân du thủ, du thực, du côn, giang hồ, xã hội đen, đâm thuê chém mướn.

Ở phiên bản 1, Fox là người có các giác quan và khả năng biến hình được nâng cao cực hạn. Bị cha mẹ bỏ rơi khi còn nhỏ và lớn lên ở những nơi được coi là cặn bã của xã hội, Fox được biết đến như một tay anh chị khét tiếng. Hắn ta đã nhận được cái tên Fox từ những mưu mô xảo trá và sự tàn độc đối với cả những người cô thế. Fox cũng làm việc cho tổ chức trong cùng một nhóm với Bakuryu, Anh ta đã làm những việc rất đáng ghê tởm như bắt cóc và ám sát.
Fox rất ghét dạng người của mình vì nó rất xấu xí (đối với y) và anh ta đặt sự tôn trọng của mình cho hình hài thú của mình vì nó rất mạnh và không có gì khác ngoài một con thú đáng ghê tởm được tạo ra từ tổ chức. Vào cuối trò chơi, dưới sự sắp đặt của Tylon, anh ta đã giết chính mẹ đẻ của mình. Hối hận vì hành động đó, Fox đã rời bỏ tổ chức và đi đến nơi mà không ai tìm được.
Nhìn chung, với ngoại hình của mình, Fox dễ gây nên một sự nhầm lẫn về giới tính, đối với những người đồng tính, nhắc đến Bloody Roar, họ lại nghĩ đến Fox. Anh ta thuộc giống đực, nhưng kiểu tóc búi cao giống các samurai không những không làm anh trở nên mạnh mẽ mà ngược lại, còn khiến anh ta toát lên khí chất kiêu kỳ như một người phụ nữ. Với cặp mắt xanh, đôi vòng đeo tay vàng chóe và một chiếc áo ngực nhỏ xíu, cái quần soóc nhẹ nhàng, anh ta như luôn muốn thông báo cho mọi người biết, lẽ ra mình nên là một sinh vật giống cái.

### Jenny (dơi)
Bài chi tiết: Jenny
Tên thật là Jenny Burtory. Jenny được coi như là Femme fatale của cả dòng game vì sự quyến rũ chết người cùng với khả năng chiến đấu tuyệt vời. Là một người mẫu, Jenny có cho mình những đường cong cơ thể đầy quyến rũ và mê hoặc, một thân hình thon gọn nhưng cũng rất săn chắc cùng với chiều cao lý tưởng. Cô thường chọn những trang phục tôn dáng và tối đa hóa lợi thế về hình thể của mình, cũng như giúp cô di chuyển dễ dàng và cuốn hút hơn.
- Tên đầy đủ Jenny Burtory
- Thú hoá: Dơi
- Cách chiến đấu: Đa dạng, linh hoạt và uyển chuyển. Đòn tay duy nhất mà cô là tát và chặt, ngoài ra cô còn có khả năng bay (phi thiên biển bức). Nhưng sở trường của Jenny vẫn là những đòn chân, nhào lộn và đặc biệt là khả năng hút máu khi biến hình.
- Quốc tịch: Anh
- Tuổi: Không rõ
- Chiều cao: 170 cm (173 cm khi hoá thú)
- Cân nặng: 52 kg (50 kg khi hoá thú)
- Nghề nghiệp: Người mẫu, điệp viên
- Sức mạnh:ATK:7;DEF:6;SPE:9;Combo:ngắn

Ở phiên bản 2, Jenny là một điệp viên nên thân thế và quá khứ của Jenny luôn nằm trong vòng bí mật (vì sao cô trở thành điệp viên, không ai biết) điều này làm cho cô có một dáng vẻ bí hiểm, có người tin rằng cô ta chính là hiện thân của Ma cà rồng ở Hunggary. Là người luôn nhận thực hiện những phi vụ cực kì khó khăn (tuy với giá cắt cổ), nhưng hành tung của cô lại cực kì bí ẩn, ít ai biết được. Một ngày nọ Jenny nhận được một phi vụ khá đặc biệt của người đàn ông có tên là Gado: hộ tống một danh sách những zoanthrope bí mật tới một nơi bí mật. Sau này cô cũng trở thành tình nhân của Gado.

### Gado (sư tử)
Tên đầy đủ là Alan Gado (アラン・ガドウ, Aran Gadōu?). Một nhân vật sức mạnh vượt trội nhất trong trò chơi, hiện thân của sư tử dũng mãnh. Ông cũng là trùm phụ của trò chơi.
- Tên đầy đủ: Alan Gado
- Thú hoá: Sư tử (sư tử lông vàng ở phiên bản 1 và sư tử bờm đen ở phiên bản 2)
- Cách chiến đấu: Võ thuật của quân đội, quyền Pháp, phong cách đánh nhanh, mạnh (có nét giống với Yugo), chắc đòn, hiệu quả (làm đối thủ mất nhiều máu), mạnh mẽ uy lực với lối đánh tầm xa
- Quốc tịch: Pháp
- Tuổi: 48
- Chiều cao: 194 cm (190 cm khi hoá thú)
- Cân nặng: 105 kg (108 kg khi hoá thú)
- Nghề nghiệp: Cựu lính đánh thuê (trước đây), Cao ủy Liên Hợp Quốc (hiện tại)
- Sức mạnh:ATK:10;DEF:7;SPE:5;Combo:rất ngắn

Trong trò chơi này, Gado được biết đến như là một (lính đánh thuê) với sức mạnh khủng khiếp và những cơ bắp cuồn cuộn, cùng ngoại hình đô con, lực lưỡng. Gado là một trong số những zoanthrope mạnh nhất của tổ chức. Cuộc chiến với Tylon 10 năm trước đã cướp đi của ông một bên mắt trái và để lại đó một vết sẹo dài như là một kỉ niệm đáng buồn không thể nào phai nhạt. Nhận thức được sự thù hằn và thành kiến gay gắt giữa con người và các zoanthrope, ông trở thành uỷ viên Liên Hợp Quốc (cao ủy Liên Hợp Quốc) vì muốn xây dựng một cây cầu nối kết con người và zoanthrope lại với nhau, chính vì vậy nên ông có tật xấu là nói nhiều.

### Shina (báo)
Tên thật là Jeanne Gado, một nữ chiến binh trẻ tuổi, sức mạnh, tài năng nên có tên biệt danh là Marvel.
- Tên thật là Jeanne Gado
- Thú hoá: Báo.
- Cách chiến đấu: Giống với Gado (do được ông ấy trực tiếp huấn luyện), lối đánh mạnh mẽ, bạo lực
- Quốc tịch: Pháp
- Tuổi: 19
- Chiều cao: 167 cm (170 cm khi hoá thú)
- Cân nặng: 60 kg (62 kg khi hoá thú)
- Nghề nghiệp: Lính đánh thuê
- Sức mạnh:ATK:9;DEF:7;SPE:5;Combo:vừa

Trong phiên bản 2, cô là cô gái mồ côi và sau đó là con gái nuôi của Gado, cô đã theo ông đi đánh nhau ngay từ khi chỉ mới 10 tuổi, cứng đầu nhưng rất thông minh, cô là một trong những chiến binh xuất sắc nhất dưới quyền của Gado, ngay chính ông cũng hết sức ngạc nhiên khi không có một chiến binh nào có thể vượt qua được đứa con gái chỉ mới 10 tuổi của mình.
Nhưng trong cuộc càn quét vào Tylon 10 năm trước cô đã lạc mất người cha mà mình kính yêu nhất. Và rồi cô đã trở thành lính đánh thuê, rong ruổi khắp nơi với hy vọng một ngày nào đó sẽ được tái ngộ cha mình. Nhìn bên ngoài thì cô trông giống như một anh chàng ngổ ngáo hơn là một cô gái và dường như bản thân cô cũng không xem mình là con gái.

### Long (hổ)
Tên thật: Tấn Long (Shin Long - Jin Long, chữ Hán: 進龍, Jin Ron?), một nhân vật có quá khứ bí ẩn và là cao thủ võ thuật. Nhân vật này gắn với hai loài thú biểu tượng của Trung Hoa là hổ (thú hóa) và rồng (tên gọi). Đây là nhân vật có độ khó khi chơi do có lối đánh liên hoàn và đa dạng.
- Tên thật: ShinLong
- Thú hoá: Hổ (hổ Hoa Nam)
- Cách chiến đấu: Võ công Trung Hoa với những đòn tấn công nhanh, mạnh, đẹp mắt, đa dạng, uyển chuyển và liên hoàn. Tất cả những đòn thế của anh trong trò chơi này đều là những tinh hoa của võ học Trung Hoa với những đòn thế liên quan đến động tác của loài hổ như Hổ hình quyền, hổ quyền (võ hổ).
- Quốc tịch: Trung Quốc
- Tuổi: 31
- Chiều cao: 179 cm (181 cm khi hoá thú)
- Cân nặng: 70 kg (78 kg khi hoá thú, không tính những chiếc vòng tay - chân mà anh thường đeo để luyện công)
- Nghề nghiệp: Sát thủ (trước đây), Võ sư (hiện tại).
- Sức mạnh:ATK:8;DEF:7;SPE:10;Combo:dài. Đây được đánh giá là nhân vật được yêu thích nhất trong cả series game.

Ở Phiên bản 1, Long được xây dựng là người lạnh lùng, trầm tính. Trước Bakuryu, ShinLong là sát thủ số một của Tylon. Là một zoanthrope mạnh mẽ nhưng bản thân anh lại xem dòng máu zoanthrope cuộn chảy trong người mình là thứ đáng nguyền rủa nhất. Cha của Long là người đầu tiên phát hiện ra anh là zoanthrope, nhưng chính phát hiện này lại đem đến bi kịch cho gia đình và chính bản thân anh.
Quãng thời gian làm sát thủ của Tylon đã biến anh thành một con người trầm mặc. Sau khi rời bỏ Tylon, vì không muốn liên lụy đến người khác, anh sống cô lập một mình trong một hang động sâu thẳm của một dãy núi hẻo lánh ở Trung Hoa. Cho đến một ngày nọ, một cô gái có tên Uriko đến nhờ anh giúp giải thoát cho mẹ mình đang bị ZLF bắt giữ và con đường phiêu bạt giang hồ của anh bắt đầu từ đó. Cuối phiên bản, sau khi đánh bại ShenLong (bản sao vô tính của mình), anh đã từ chối làm người lãnh đạo ZLF và đi ở ẩn.
Ở phiên bản 2, anh cũng được giới thiệu là một con người trầm tính, điềm đạm và rất tốt bụng, nhưng số phận lại trớ trêu khi anh lại là con trai của một nhà khoa học nghiên cứu về những zoanthrope. Long đã được cha cải tạo thành một Zoanthrope. Nhưng điều đó giống như một lời nguyền dẫn đến những bi kịch gia đình. Sau cái chết của mẹ và em gái, còn cha thì trở nên biến chất và bê bối tệ hại, tẩu hỏa nhập ma, Long đã bỏ nhà ra đi. Với tài năng võ thuật và sức mạnh của một Zoanthrope đã nhanh chóng mang lại cho anh danh tiếng và không bao lâu sau anh đã tham gia đội ám sát của thế giới ngầm. Với khả năng thực hiện nhiệm vụ ám sát một cách nhanh chóng của một cao thủ quyền thuật không cần dùng tới vũ khí đã mang lại cho anh danh hiệu Tuyệt Đỉnh Thích Khách.
Nhưng đến một ngày, bỗng nhiên anh đã suy nghĩ lại. Tất cả máu và những trận đánh để mang lại bữa ăn hằng ngày cho Long ở tổ chức này đã khiến thế giới tinh thần của anh bị sang chấn và tổn thương nghiêm trọng. Để thoát ra khỏi nỗi tuyệt vọng và giày vò này, anh quyết định cắt đứt sự ràng buộc với tổ chức và quy ẩn trên một hang núi, xa lánh tất cả mọi người. Tổ chức đã nhiều lần ép buộc và đe doạ Long để anh trở về nhưng anh đều từ chối. Vì vậy, tổ chức đã quyết định xem anh như kẻ phản bội và treo giải thưởng cho ai giết được anh.

### ShenLong (hổ xám)
Tên thật: Thần Long (chữ Hán: 神龍, bính âm: ShenLong), một cao thủ võ thuật và trùm đại ca trong thế giới ngầm xã hội đen. Đây là nhân vật mạnh nhất trong phiên bản 2 và luôn xuất hiện ở vị trí trùm cuối.
- Tên thật: ShenLong
- Thú hoá: Hổ lam - chính xác là hùm xám
- Cách chiến đấu: Võ công Trung Hoa truyền thống (phiên bản 2) và võ thuật Trung Hoa hiện đại trong các phiên bản sau. Cách đánh tương tự như Long (ở phiên bản 2) nhưng Long sử dụng nhiều các chiêu thức truyền thống hơn. Ở phiên bản 3, ShenLong lại sử dụng nhiều các chiêu thức của võ công đã cách tân (nhiều các đòn thế của võ đường phố)
- Quốc tịch: Trung Quốc (Hồng Kông)
- Tuổi: 31 (theo tuổi của Long, tuổi thật thì khoảng 13, 14 tuổi - vì là nhân bản vô tính từ Long)
- Chiều cao: 179 cm (181 cm khi hoá thú)
- Cân nặng: 73 kg (81 kg khi hoá thú)
- Nghề nghiệp: Sát thủ và là lãnh đạo tối cao của ZLF kiêm đại ca giang hồ, trùm xã hội đen
- Sức mạnh: ATK:2,5; DEF:6; SPE:10; Combo: rất dài

Xuất hiện ở phiên bản 2, ShenLong được giới thiệu là một người rất mạnh, kêu ngạo và tàn độc. Anh có ngoại hình giống như một cao thủ võ lâm và đà chủ với cách ăn mặc truyền thống của nam giới Trung Hoa ở phiên bản 2. Đến phiên bản 3, ShenLong là một ông trùm xã hội đen nguy hiểm, anh ta cũng là người đã hợp nhất và biến ZLF thành một tổ chức đáng sợ mà ngay cả Tylon cũng phải kiêng dè. Nhưng đến một ngày, Busuzima vì quá nóng giận đã phơi bày tất cả sự thực trước mặt anh: thực ra anh chỉ là một loại nhân bản của Long, chỉ là bản sao, tất cả mọi ký ức mà anh có đều chỉ là giả tạo, anh chẳng là gì cả, không có gì cả, thậm chí một chút ký ức tuổi thơ cũng không. Suy sụp nặng nề, ShenLong trở nên điên loạn, anh giết chết tất cả mọi người có mặt ở đó rồi biến mất, cũng từ đó ZLF trở nên suy tàn rồi sụp đổ.